# أسل كليني
أسل كليني (الاسم العلمي: Juncus kleinii) نوع نباتي يتبع جنس الأسل وينتمي إلى الفصيلة الأسلية.